# Belgische federale verkiezingen 2007/Kandidatenlijsten/Ecolo
Dit zijn de kandidatenlijsten van Ecolo voor de Belgische federale verkiezingen van 2007. De verkozenen staan vetgedrukt.

## Brussel-Halle-Vilvoorde

### Effectieven
1. Zoé Genot
2. Fouad Lahssaini
3. Anne Herscovici
4. Arnaud Pinxteren
5. Marie-Christine Lahaye
6. André Peters
7. Khadija Tamditi
8. Richard Jonckheere
9. Christine Gallez
10. Bill Kirkpatrick
11. Catherine Kestelyn
12. Pascal Lefèvre
13. Marie-Rose Geuten
14. Jean-Claude Englebert
15. Germaine Nzuanzu
16. Tristan Roberti
17. Tamimount Essaidi
18. André Drouart
19. Dominique Braeckman
20. Paul Galand
21. Andrée Geulen
22. Christos Doulkeridis

### Opvolgers
1. Eric Bierin
2. Sarah Turine
3. Aziz Albishari
4. Chantal Hoornaert
5. Franklin Audag
6. Christine Coppin
7. Thibaud Wyngaard
8. Naoual Laarissi
9. Christophe Derenne
10. Marijke Vanderschelden
11. Josy Dubié
12. Evelyne Huytebroeck

## Henegouwen

### Effectieven
1. Jean-Marc Nollet
2. Juliette Boulet
3. Marie-Christine Lefebvre
4. Sébastien Brousse
5. Aïcha Benabdelouahed
6. Xavier Desgain
7. Marie-Claire Hannecart
8. Luc Tiberghien
9. Sandrine Wauters
10. Luc Bogaert
11. Ingrid Roucloux
12. Guy Nita
13. Anne Cattiez
14. Philippe Dubreucq
15. Nicole Vanhoof
16. Jean-Marc Monin
17. Pauline Trooster
18. Malika Makhouce
19. Pino Carlino

### Opvolgers
1. Ronny Balcaen
2. Stéphanie Dortant
3. Michel Quenon
4. Sylvie Papart-Dupont
5. Samia Mahgoub Abdel Ghani
6. Yves Cornart
7. Céline Hanon de Louvet
8. Jean-Pierre Wauquier
9. Ariane Van Landeghem
10. Christophe Clersy
11. Olivier Saint-Amand

## Luik

### Effectieven
1. Muriel Gerkens
2. Philippe Henry
3. Franziska Franzen
4. Marc Hody
5. Geneviève Cabodi
6. Michel Jehaes
7. Brigitte Simal
8. Henri Vanhaelen
9. Véronique Willemart
10. Salvatore Falcone
11. Myriam Fatzaun
12. Matthieu Daele
13. Noemie Peeters
14. Pierre Castelain
15. Géraldine Pelzer-Salandra

### Opvolgers
1. Eric Jadot
2. Martine Schüttringer
3. Jean-Marc Caris
4. Anne-Marie Meunier-Balthasart
5. Dany Smeets
6. Marlene Bongartz-Kaut
7. David Barkou
8. Bénédicte Heindrichs-Stangherlin
9. Jean-Michel Javaux

## Luxemburg

### Effectieven
1. Cécile Thibaut
2. François Rion
3. Annick Boidron
4. Jerôme Petit

### Opvolgers
1. Antoine Godin
2. Sylvie Navarre
3. Vincent De Raeve
4. Isabelle Toussaint-Servais
5. Pascal Havart
6. Brigitte Pétré

## Namen

### Effectieven
1. Georges Gilkinet
2. Emily Hoyos
3. Thierry Laureys
4. Nermin Kumanova
5. Patrick Dupriez
6. Anne-Marie Beauthier-Malacort

### Opvolgers
1. Claude Brouir
2. Nathalie Laurent
3. Damien Floymont
4. Laurence Dooms
5. Pascale Toussaint
6. Arnaud Gavroy

## Waals-Brabant

### Effectieven
1. Thérèse Snoy
2. Thierry Meunier
3. Sabine Toussaint
4. Olivier Lambert
5. Jean-Luc Roland

### Opvolgers
1. Bruno Ponchau
2. Marie-Bruno Zweerts
3. Julien Gasiaux
4. Lise Jamar
5. Louis Wyckmans
6. Hélène Ryckmans

## Senaat

### Effectieven
1. Isabelle Durant
2. José Daras
3. Marie-Thérèse Coenen
4. Michel Guilbert
5. Laurence Lambert
6. Luc Parmentier
7. Mathilde Collin
8. Ahmed Mouhssin
9. Sylvie Sarolea
10. Gianpietro Favarin
11. Saskia Bricmont
12. Tural Fincan
13. Marianne Leterme
14. Carine Russo
15. Jacky Morael

### Opvolgers
1. Benoit Hellings
2. Murielle Frenay
3. Thierry Leclipteux
4. Sophie Greimans
5. Etienne Cléda
6. Béatrice Thiémard-Clémentz
7. Gilbert Demez
8. Monika Dethier-Neumann
9. Bob Kabamba